# 머나 로이
머나 로이(Myrna Loy, 1905년 8월 2일 ~ 1993년 12월 14일)는 미국의 배우, 작가이다.

## 출연 작품
- 여기는 파리 (1926)
- 왓 프라이스 뷰티? (1928)
- 어 걸 인 에브리 포트 (1929)
- 더 블랙 와치 (1929)
- 《오늘 밤은 사랑해 주세요》
- 그림자 없는 남자 (1934)
- 투 핫 투 핸들 (1938)
- 더 레인스 케임 (1939)
- 우리 생애 최고의 해 (1946)
- 치퍼 바이 더 도즌 (1950)
- 대사의 딸 (1956)
- 론리하트 (1958)
- 디 엔드 (1978)
- 당신이 원하는 것을 말해요 (1980)